# عبودة ماركة مسجلة (مسلسل)
عبودة ماركة مسجلة هو مسلسل مصري عرض في رمضان 1430 هـ|2009 من تأليف محسن رزق وإخراج عصام شعبان ويعد المسلسل أول بطولة مطلقة للنجم الصاعد سامح حسين الذي أثبت تألقه بعد دوره في مسلسل راجل وست ستات.

## قصة المسلسل
تدور أحداث المسلسل في إطار يجمع بين الدراما والكوميديا حول قصة شاب عاطل يعاني من البطالة يعجز عن وجود وظيفة لينفق من خلالها على شقيقاته مما يجعل خطيبته تتخلى عنه وفجأة يكتشف كنز ثمين.
و اسمه عبودة في المسلسل

## تتر المسلسل
وقع الاختيار على النجم عصام كاريكا ليغني تتر المسلسل الذي كان من تأليف سيد حجاب وألحان عصام كاريكا.

## الأنتاج
شركه رايت للتسويق right marketing